# Astacoides madagascarensis
Astacoides madagascarensis е вид десетоного от семейство Parastacidae.

## Разпространение
Видът е разпространен в Мадагаскар.